# Santa Cruz de Rosales
Santa Cruz de Rosales es una población del estado mexicano de Chihuahua, localizada en el centro del mismo y cabecera del municipio de Rosales.

## Historia
La región de Rosales formada por el curso medio y bajo del río San Pedro, fue evangelizada por misioneros franciscanos durante el siglo XVII que se establecieron entre los indígenas conchos y fundaron la misión de San Pedro de Conchos en 1649; en 1714 los franciscanos fundaron lo que hoy es Rosales con el nombre de Santa Cruz de Tapacolmes en las cercanías de lo que hoy es la ciudad de Delicias, permaneciendo la población en dicho sitio hasta el año de 1753 que se reubicó a su lugar actual, los terrenos donde fue fundada fueron donados por el sargento mayor Juan Antonio Trasviña y Retes y siendo gobernador de la Nueva Vizcaya Manuel de San Juan y Santa Cruz; recibió el epíteto de Tapacolmes por los indígenas que Trasviña y Retes trajo desde la región que hoy es Ojinaga para poblarla.
Santa Cruz de Tapacolmes se convirtió en una importante población de la región y fue primeramente una subdelegación dependiente del corregimiento de la villa de Chihuahua, en 1820 con el restablecimiento de la Constitución de Cádiz se constituyó en ayuntamiento, permaneciendo de esta manera al consumarse la independencia de México en 1821. El 12 de julio de 1831 un decreto del Congreso de Chihuahua le dio la categoría de Villa y el nombre de Santa Cruz de Rosales en honor del héroe insurgente Víctor Rosales, y la denominación pronto fue simplificada a Rosales. 
En 1848 y en fecha posterior a la firma del Tratado de Guadalupe Hidalgo, el estado de Chihuahua fue nuevamente invadido por el ejército estadounidense al mando del general Sterling Price pretextando la existencia aún de estado de guerra entre los dos países y rechazando las explicaciones del gobernador Ángel Trías Álvarez de haberse ya firmado la paz; Trías entonces se retiró con su gobierno de Chihuahua hacia Rosales, donde el 16 de marzo de 1848 fue alcanzado por las fuerzas de Price atacó a la guarnición mexicana teniendo lugar la Batalla de Santa Cruz de Rosales, los mexicanos resistieron bajo el mando de Trías hasta haberse terminado el parque, debido a lo cual sus fuerzas hubieron de rendirse. 
En 1862 en su retirada hacia el norte de México llegó a Rosales el presidente Benito Juárez a quien se recibió con un banquete y baile en su honor, durante la celebración Juárez accedió a bailar la segunda pieza, una polka denominada "La escobita" que fue de su agrado, habiéndose trasladado después a la ciudad de Chihuahua quiso volver a escucharla pero como desconocía su nombre la pidió llamándola "La segunda de Rosales" nombre que adquirió arraigo popular y como se le sigue conociendo hasta el día de hoy.
Hacia finales del siglo XIX e inicios del siglo XX la importancia de Rosales en la región decayó en beneficio de la cercana Villa de Meoqui, por donde fue construido el ferrocarril central, sin embargo en la segunda mitad del Siglo XX la región recibió gran impulso al ser construida a solo cinco kilómetros de Rosales la Presa Francisco I. Madero, conocida como Presa Las Vírgenes que junto con otras crearon el Distrito de Riego 05 y una de las zonas agrícolas más productivas del estado de Chihuahua. El 22 de enero de 1992 un nuevo decreto del Congreso de Chihuahua le restituyó a la población su nombre original de Santa Cruz de Rosales.

## Localización y demografía
Santa Cruz de Rosales se encuentra localizada en la zona central del estado de Chihuahua y en el valle formado por el río San Pedro, una de las principales corrientes del estado y tributario del río Conchos, se encuentra establecida en su margen norte en las coordenadas geográficas 28°11′13″N 105°33′16″O / 28.18694, -105.55444 y tiene una altitud de 1 180 metros sobre el nivel del mar, se encuentra comunidad por dos carreteras estatales asfaltadas de dos carriles una con Meoqui y otra con Delicias, poblaciones de las que dista 25 y 15 kilómetros respectivamente, la carretera que la une a Meoqui también la comunica con la población de Congregación Ortíz, la segunda localidad más poblada del municipio.
De acuerdo con los resultados del Censo de Población y Vivienda realizado por el Instituto Nacional de Estadística y Geografía en 2010 la población total de Santa Cruz de Rosales es de 5 570 habitantes, de los que 2 746 son hombres y 2 824 son mujeres; esto la convierte en la vigesimoséptima localidad de Chihuahua por población.